# Бульнес
Бульнес (исп. Bulnes) — город в Чили. Административный центр одноимённой коммуны и провинции Дигильин. Население — 10 681 человек (2002). Город и коммуна входит в состав провинции Дигильин и области Ньюбле.
Территория коммуны — 425,4 км². Численность населения — 21 367 жителей (2007). Плотность населения — 50,23 чел./км².

## Расположение
Город  расположен в 23 км восточнее административного центра области — города Чильян.
Коммуна граничит:
- на севере — с коммунами Чильян, Чильян-Вьехо
- на востоке — с коммуной Сан-Игнасио
- на юге — с коммуной Пемуко
- на западе — с коммуной Кильон

## Демография
Согласно сведениям, собранным в ходе переписи Национальным институтом статистики,  население коммуны составляет 21 367 человек, из которых 10 601 мужчина и 10 766 женщин.
Население коммуны составляет 1,08 % от общей численности населения области Био-Био. 35,74 %  относится к сельскому населению и 64,26 % — городское население.

### Важнейшие населённые пункты коммуны
- Бульнес (город) — 10 681 житель
- Санта-Клара (посёлок) — 1833 жителя